# Université technique de Riga
L'université technique de Riga (en letton : Rīgas Tehniskā universitāte) est un établissement public d'enseignement supérieur et une université technique située à Riga (Lettonie), fondée à l'origine en 1862, et sous sa forme actuelle en 1958. Le bâtiment principal se trouve à Kaļķu iela 1. Elle possède des antennes à Cēsis, Daugavpils, Liepāja et Ventspils.

## Historique
Ayant obtenu le privilège du tsar Alexandre II, les négociants de Riga et les corporations germano-baltes ont fondé le premier Institut polytechnique de Riga au mois de mai 1861 : l’établissement, qui prenait modèle sur les instituts techniques du monde germanophone, ouvrit ses portes le 2 octobre 1862 en tant que Rīgas Politehniskā augstskola. Doté d'une école préparatoire, ce fut jusqu'en 1896 un établissement privé financé et administré par la minorité germano-balte de la ville, qui ne bénéficia de subventions publiques qu’à partir du 25 avril 1875 : le gouvernement participait annuellement à hauteur de 10 000 roubles.
Le Polytechnikum comprenait alors, outre quatre facultés techniques (architecture, sciences de l'ingénieur, génie mécanique, chimie) un institut d'agronomie et une école de commerce. Comme les cours étaient donnés exclusivement en allemand, les premiers professeurs étaient recrutés dans tout le monde germanophone : Empire allemand, Suisse et Autriche-Hongrie. Entre 1863 et 1869, le nombre d'étudiants passa de 19 à 90. En 1869, l'Institut Polytechnique bénéficia de nouveaux locaux. Comme la Russie manquait d'école d'ingénieurs, la plupart des étudiants de l'Empire – en particulier ceux du Gouvernement de Livonie – se partageaient entre l’École polytechnique fédérale de Zurich, l’Institut de technologie de Karlsruhe , l’université technique de Dresde et l’université Gottfried-Wilhelm-Leibniz de Hanovre. Pour mettre un terme à cet exil des cerveaux, le tsar Alexandre promulgua le 1er janvier 1874 un service militaire obligatoire. Tous les jeunes hommes de plus de 21 ans devaient désormais servir quinze ans dans l'armée : six ans dans l'Armée impériale russe et neuf ans dans l'armée de réserve ; mais pour les ingénieurs diplômés des écoles russes, ce service ne durait que six mois. Les résultats ne se firent pas attendre : au début de l’année universitaire 1874-75, 59 étudiants supplémentaires vinrent s’inscrire, portant l’effectif à 201 membres. Dans le cadre de la russification, le tsar Nicolas nationalisa l’école technique de Riga par décret du 6 mai 1896. De 1896 à 1918, il porta le nom de Rīgas Politehniskais institūts – RPI. Ce nombre d'étudiants ne cessa de croître et s'élevait en 1913-14 à 2088 étudiants. En 1918-19, l’école prit le nom de Baltijas Tehniskā augstskola, puis dès 1919, la Lettonie étant devenue indépendante, elle devint la faculté technique de l’École Supérieure de Lettonie (Latvijas Augstskola), rebaptisée en 1923 Université de Lettonie. Séparée de l’Université de Lettonie en 1958, l'établissement se nomme l’Institut polytechnique et travaille dans la tradition de l’ancienne école polytechnique de Riga (1862-1896) et de l'institut polytechnique de Riga (1896-1919). 
En 1983-1989, sous le régime soviétique, l'institut porte le nom du tchékiste Arvīds Pelše. Pendant la pérestroïka, les étudiants ont exigé l'abolition de ce nom, et lors d'une manifestation en 1988, la foule a arraché la plaque commémorative dédiée à Pelše du mur du bâtiment principal pour la jeter du pont de pierre dans la Daugava.
Il est renommé en Université technique de Riga en 1990. 
L’Université technique de Riga est un des huit porteurs de l’initiative Université de technologie européenne, EUt+, au côté de l'Université technique de Sofia (Bulgarie), l'Université de technologie de Chypre (Chypre), l'Université de sciences appliquées, Hochschule Darmstadt (Allemagne), l'Université technologique de Dublin (Irlande), l’Université de technologie de Troyes (France), l'Université polytechnique de Carthagène ( Espagne) et l’Université technique de Cluj-Napoca (Roumanie). 
L’Université de technologie européenne, EUt+ est née de l’alliance de huit partenaires européens partageant :
- la vision "Think Human First" pour une technologie centrée sur l’humain
- l'ambition de créer à terme une institution originale et fédérative

À travers l’EUt+, les partenaires s’engagent à créer un avenir durable pour les étudiant·e·s et apprenant·e·s des pays européens, les collaboratrice·teur·s de chacun des établissements et pour les territoires qui accueillent chaque campus.

## Facultés
- Faculté d'architecture
- Faculté d'informatique et de technologie de l'information
- Faculté d'électronique et de télécommunications
- Faculté de génie électrique et électronique
- Faculté des sciences électroniques et de gestion
- Faculté d'ingénierie et de gestion du génie
- Faculté des sciences des matériaux et chimie appliquée
- Faculté de génie mécanique, transport et aéronautique.

## Personnalités liées à l'université

### Étudiants
- Władysław Anders - général de l’armée polonaise
- Aleksandrs Laime - explorateur
- Raimonds Bergmanis - homme politique
- Andris Bērziņš - homme politique
- Valdis Valters - joueur de basket-ball
- Māris Gailis - homme politique
- Anatolijs Gorbunovs - homme politique
- Valdis Dombrovskis - homme politique
- Artis Kampars - homme politique
- Pāvels Kovaļovs - athlète, spécialiste du triple saut
- Ģirts Valdis Kristovskis - homme politique
- Lazar Lissitzky - peintre d'avant-garde russe
- Boris Pougo - homme politique
- Alfred Rosenberg - homme politique[4]
- Alfrēds Rubiks - homme politique
- Zbigņevs Stankevičs - archevêque de Riga
- Aleksandrs Starkovs - footballeur letton
- Einārs Cilinskis - homme politique
- Kārlis Šadurskis - homme politique
- Ignacy Mościcki - président de la Pologne